# When Edith Played Judge and Jury
When Edith Played Judge and Jury è un cortometraggio muto del 1912 diretto da Hobart Bosworth.

## Produzione
Il film fu prodotto dalla Selig Polyscope Company.

## Distribuzione
Distribuito dalla General Film Company, il film - un cortometraggio di una bobina - uscì nelle sale cinematografiche statunitensi il 9 ottobre 1912.